# حكاية العمر كله (فلم)
حكاية العمر كله فيلم موسيقي درامي رومانسي مصري تم إنتاجه عام 1965، من إخراج حلمي حليم و بطولة فريد الأطرش وفاتن حمامة وأحمد رمزي.

## القصة
فريد موسيقار فنان يهوى حياة اللهو والسهر ولا يؤمن بالحب، وصديقته ليلى الممثلة تحبه في صمت وصديقه الممثل منعم يشفق عليه من حياة اللهو مع الزوجة اللعوب شوشو، ليحدث أن يموت أستاذه في الموسيقى ويترك ابنته الشابه نادية بلا عائل فيتولى فريد رعايتها، يصاب فريد بأزمة قلبية نتيجة السهر وشرب الخمر وتتولى نادية رعايته حتى يتماثل للشفاء ونتيجة لهذا التقارب يشعر فريد نحوها بالحب ولكن نادية ومنعم يحاولان التقريب بين فريد وليلى وفي نفس الوقت يطلب فريد من ليلى أن تقرب إليه نادية، ينهي ممدوح الأخ الأصغر لفريد دراسته ويعود من الخارج ويلتقي بنادية التي تربى معها صغيراً وتتجدد عاطفه الحب بينهما ويتزوجا ويبارك فريد زواجهما، ويلتفت هو إلى ليلى.

## فريق العمل
إخراج: حلمي حليم
تأليف:
- حلمي حليم (قصة وسيناريو)
- محمد أبو يوسف (حوار)

إنتاج: رمسيس نجيب

### بطولة
- فريد الأطرش (فريد)
- فاتن حمامة (نادية)
- أحمد رمزي (ممدوح)
- ليلى فوزي  (ليلى)
- عبد المنعم إبراهيم  (منعم)
- مها صبري (شوشو)

## أغاني الفيلم
من الحان فريد الأطرش
- حكاية العمر كله

كلمات: صالح جودت
- يابو ضحكة جنان

كلمات: حسين السيد
- مانحرمش العمر

كلمات: مرسي جميل عزيز

## روابط خارجية
- مقالات تستعمل روابط فنية بلا صلة مع ويكي بيانات